# Kowale (Dobcza)
Kowale – przysiółek wsi Dobcza w Polsce położony w województwie podkarpackim, w powiecie przeworskim, w gminie Adamówka.
W latach 1975–1998 przysiółek administracyjnie należał do województwa przemyskiego.